# アンデレちゃん事件
アンデレちゃん事件（アンデレちゃんじけん）は国籍法にまつわる事件。「アンデレ事件」「アンデレちゃん訴訟」とも呼ばれる。

## 概要
1990年9月に長野県に住むアメリカ人牧師夫妻の元に「フィリピン人の友人が間もなく（日本人男性との間に）子供を産むのだが、その子供を引き取って欲しい」という電話がかかってきた。同年12月26日に再び連絡があり、アメリカ人牧師夫妻は翌1991年1月18日に出産に立ち会うことになった。
出産翌日の1991年1月19日にアメリカ人牧師夫妻は生まれてきた男の子を養子にするために、日本語と英語で書かれた「孤児養子縁組並びに移民譲渡証明書」を用意し、母親に署名を求めたが、母親が署名しようとしないので、付き添っていた母親の友人が代筆した。そして、同年1月23日に母親は退院した後、行方がわからなくなり、父親も特定できなかった。
このような経緯により、実母が出生届を提出できなくなったので、アメリカ人牧師は出産に立ち会った医師に届出人になるよう依頼し、届出用紙に署名・捺印してもらった。届け出欄の記入には母親の友人に頼み、子の名の欄については「アンデレ」、母親の欄については氏名欄に「C・R（フィリピン風のフルネーム）」を、生年月日欄に「1965年11月21日」を書いてもらった。しかし、父親の欄は全て空白にしただけでなく、母親の国籍の欄には何も書かなかった。
この出生届は当初はアメリカ人牧師が住む長野県北佐久郡御代田町の町役場に提出されたが、出生届は子どもの本籍地（日本人のみ）又は出生地、届出人の所在地のいずれかで行うこととなっていたため、出生届はアンデレが生まれた病院の所在地である小諸市の市役所に送付された。
しかし、母親の国籍が記載されていなければ、子供の国籍を決定できないため、この子供は戸籍に記載するのか外国人登録をするのか判断ができないとして、小諸市役所は、この出生届の受理の可否に関する受理照会を法務局に対して行った。
法務局の調査担当官は関係者（出産に立ち会った医師、医事課職員、産婦人科婦長、アメリカ人牧師）から話を聞き、医師と医事課職員は母親の国籍は分からないと答え、残りの2人は「多分、フィリピン人だ」と答えるに留まった。法務局は母子ともにフィリピン国籍として受理して差し支えない旨の回答を行い、アンデレはフィリピン国籍として外国人登録された。フィリピンは父母両系血統主義を採用していることから、母親がフィリピン人と判断された以上、子であるアンデレの国籍もフィリピンとされた。
アメリカ人牧師夫妻がアンデレなど養子3人を連れてアメリカへ一時帰国しようとすると、駐日フィリピン大使館はアンデレのパスポート発行を拒否した。フィリピン大使館は母親のパスポートがなく、たとえあったとしても偽造の可能性があるため、母親は現にいないと判断して、アンデレのフィリピン国籍を認めることは難しいと答えた。
当初、アメリカ人牧師はアンデレを無国籍にした上で、日本政府から再入国許可証の交付を受けてアメリカに行くことを構想し、御代田町役場などと交渉した結果、アンデレは「無国籍」として外国人登録をやり直すことになった。その後、アメリカ人牧師は弁護士に相談した際に、国籍法第2条第3号に「日本で生まれた場合において、父母がともに知れないときは子どもは日本国籍を取得する」旨の規定を教えられたことで、アンデレの日本国籍確認訴訟を提起した。
アンデレの日本国籍確認訴訟では、国籍法第2条第3号について原告が「父母がともに知れない」ことを立証すべきか、それとも被告（国）が「父または母が知れている」ことを立証すべきかが争点となった。原告は被告の国側が「父または母が知れている」ことについて立証責任を負うべきと主張し、被告の国側は国籍法第2条第3号の適用を主張している原告が「父母がともに知れない」ことについて立証責任を負うべきとそれぞれ主張した。
国側は母親に関して様々な情報を集めた。外国人出入国記録によるとフィリピン国籍の「R・C・M」（1960年11月21日生）が1988年2月24日にフィリピンから入国しており、「C・R」と署名していた。在留期限は1989年3月10日とされていたが、出国記録はなかった。またフィリピン政府の記録によると、1987年10月26日に申請者「R・C・D・M」に対して旅券が発行されていた。ただし、生年月日のうち生年は記載されておらず11月21日生まれとのみ記載されていた。また出生地はヌエヴァ・エシハ州タラベラ市とされ、タラベラ市の出生証明書によると1960年11月21日に「C・R」が出生していた。国側はこれらの記録にあるフィリピン国籍の「C・R」こそがアンデレの母親であり、それゆえ母親が知れているから国籍法第2条第3項の適用はないと主張した。
それに対して原告側はこれらの情報について以下の矛盾点を指摘した。
- アンデレの出生証明書では母親の生年月日は1965年11月21日となっているが、外国人出入国記録やタラベラ市の出生記録書では1960年11月21日となっている。したがって月日は一致しているが、生年には5年もの差がある。
- 外国人出入国記録は「R・C・M」の「C」について、署名ではエル（l）が一つ多くなっているし、「孤児養子縁組並びに移民譲渡証明書」の署名は代筆とはいえ、「M・C・R」となっていた。また入院証書の氏名欄には「C・M・R」、生年月日欄は「65年11月21日」と記されていた（ただし、誰がこの記載を行ったかは不明）。
- 外国人出入国記録では「R」は1988年に入国してアンデレの母親の入院時に日本で3年間は住んでいるので多少は日本語を話せてもよいと思われるが、アンデレの母親は1991年の入院時にも片言の英語と身振りでしか意思を伝えることができなかった。偽造旅券や他人の旅券を利用した不法入国の可能性やフィリピンの旅券発行記録についても生年が記載されていない等の疑問がある。

原告は以上の観点からフィリピン国籍の「C・R」がアンデレの母親と同一人物であるとは考えられないと主張した。これに対して国は原告の主張を「根拠の薄弱な想像に過ぎない」とし、アンデレの母親と「C・R」の同一性を崩すには足りないと主張した。
1993年2月26日に東京地裁は「母親が知れないことを原告が立証するのは難しいので、国側が母親を特定しない限り、国籍取得の要件を有する」として原告勝訴の判決を下した。国は控訴し、1994年1月26日に東京高裁は「フィリピン女性が母親である確率が高く、覆すだけの証拠はないから、母親が知れないことの証明があったとはいえない」として原告敗訴の逆転判決を下した。原告は上告した。
1995年1月27日に最高裁は「『母親であるとうかがわせる事情がある』程度では、なお『知れない』ケースにあたる」と判示して、国側が国籍取得を拒否できるのは「父母を特定した場合」だけとの解釈を示した上で原告勝訴の再逆転判決を下し、アンデレに日本国籍の取得が認められた。
最高裁判決を受けて、法務省は「最高裁判決は重く受け止めるが、国籍の問題は個々のケースによって異なる。判決を受けて特別な対応をするつもりはない。」「母親が行方不明の場合でも、パスポートが残っていたり、パスポートのコピーが残っている時もある。つまり、母親に関する資料の内容によって、母親の国籍を特定できることもあれば、できないこともある。ケースバイケースで対応していることになる。」「アンデレちゃんについては、我々の判断が間違っていたことになるが、国籍付与の対応は基本的にこれまでと何ら変わることはない」というコメントを出している。